# 1064 (numero)
Millesessantaquattro (1064) è il numero naturale dopo il 1063 e prima del 1065.

## Proprietà matematiche
- È un numero pari.
- È un numero composto da 16 divisori: 1, 2, 4, 7, 8, 14, 19, 28, 38, 56, 76, 133, 152, 266, 532, 1064. Poiché la somma dei suoi divisori (escluso il numero stesso) è 1336 > 1064, è un numero abbondante.
- È un numero semiperfetto in quanto pari alla somma di alcuni (o tutti) i suoi divisori.
- È un numero pratico.
- È un numero odioso.
- È un numero palindromo e un numero a cifra ripetuta nel sistema di numerazione posizionale a base 11 (888)
- È parte delle terne pitagoriche (330, 1064, 1114), (423, 1064, 1145), (627, 1064, 1235), (798, 1064, 1330), (1064, 1248, 1640), (1064, 1710, 2014), (1064, 1995, 2261), (1064, 2415, 2639), (1064, 2790, 2986), (1064, 3648, 3800), (1064, 4998, 5110), (1064, 5727, 5825), (1064, 7410, 7486), (1064, 10080, 10136), (1064, 14877, 14915), (1064, 17673, 17705), (1064, 20202, 20230), (1064, 35370, 35386), (1064, 40425, 40439), (1064, 70752, 70760), (1064, 141510, 141514), (1064, 283023, 283025).

## Astronomia
- 1064 Aethusa è un asteroide della fascia principale del sistema solare.
- NGC 1064 è una galassia nella costellazione della Balena.

## Astronautica
- Cosmos 1064 è un satellite artificiale russo.